# Sindaci di San Giorgio Morgeto
Cronotassi completa dei sindaci di San Giorgio Morgeto dal 1863 ad oggi.

## Cronotassi dei sindaci

### Regno d'Italia (1861-1946)
| Periodo | Periodo | Primo cittadino       | Partito | Carica                  | Note        |
| ------- | ------- | --------------------- | ------- | ----------------------- | ----------- |
| 1863    | 1867    | Bonini Giuseppe       |         | Sindaco                 | [ 2 ] [ 3 ] |
| 1867    | 1893    | Ammendolea Marcello   |         | Sindaco                 | [ 4 ]       |
| 1893    | 1899    | Ammendolea Francesco  |         | Sindaco                 |             |
| 1899    | 1913    | Oliva Giacomo         |         | Sindaco                 |             |
| 1913    | 1923    | Correale Giuseppe     |         | Sindaco                 |             |
| 1923    | 1928    | Amendolia Domenico    |         | Sindaco                 |             |
| 1928    | 1931    | Sigillò Eduardo       |         | Podestà                 |             |
| 1931    | 1932    | Carilli Giuseppe      |         | Commissario Prefettizio |             |
| 1932    | 1933    | Carere Luigi          |         | Commissario Prefettizio |             |
| 1933    | 1935    | Carere Luigi          |         | Podestà                 |             |
| 1935    | 1940    | Verrini Giulio        |         | Commissario Prefettizio |             |
| 1940    | 1940    | Catalano Francesco    |         | Commissario Prefettizio |             |
| 1940    | 1942    | Verrini Giulio        |         | Commissario Prefettizio |             |
| 1942    | 1943    | Grassi Agostino       |         | Commissario Prefettizio |             |
| 1943    | 1943    | Morbegno Salvatore    |         | Commissario Prefettizio |             |
| 1943    | 1943    | Cordopatria Francesco |         | Commissario Prefettizio |             |
| 1944    | 1944    | Creazzo Pasquale      |         | Commissario Prefettizio |             |
| 1944    | 1944    | Correale Giuseppe     |         | Commissario Prefettizio |             |
| 1944    | 1956    | Correale Giuseppe     |         | Sindaco                 |             |

### Repubblica Italiana (1946-oggi)
| Periodo          | Periodo          | Primo cittadino                               | Partito                                | Carica                    | Note  |
| ---------------- | ---------------- | --------------------------------------------- | -------------------------------------- | ------------------------- | ----- |
| 1956             | 1970             | Napoli Vincenzo                               |                                        | Sindaco                   |       |
| 1970             | 1971             | Longo Michelangelo                            |                                        | Sindaco                   |       |
| 1971             | 1972             | Giovinazzo Girolamo                           |                                        | Sindaco                   |       |
| 1972             | 1973             | De Stefano Francesco                          |                                        | Commissario Prefettizio   |       |
| 1973             | 1980             | Condò Alfredo                                 |                                        | Sindaco                   |       |
| 1980             | 1986             | Raco Luciano                                  |                                        | Sindaco                   |       |
| 1986             | 1988             | Marrapodi Vincenzo                            |                                        | Sindaco                   |       |
| 1988             | 1993             | Condello Giuseppe                             |                                        | Sindaco                   |       |
| 6 giugno 1993    | 27 aprile 1997   | Vincenzo Marrapodi                            | Partito Democratico della Sinistra     | sindaco                   |       |
| 27 aprile 1997   | 13 maggio 2001   | Vincenzo Marrapodi                            | lista civica di centro-sinistra        | sindaco                   |       |
| 13 maggio 2001   | 28 maggio 2005   | Carlo Cleri                                   | lista civica di centro                 | sindaco                   |       |
| 28 maggio 2005   | 29 maggio 2006   | Martino Demetrio                              |                                        | commissario straordinario |       |
| 29 maggio 2006   | 16 maggio 2011   | Nicola Gargano                                | lista civica "Primavera"               | sindaco                   |       |
| 16 maggio 2011   | 5 giugno 2016    | Carlo Cleri                                   | lista civica "Insieme per San Giorgio" | sindaco                   | [ 5 ] |
| 5 giugno 2016    | 22 dicembre 2019 | Salvatore Valerioti                           | lista civica "Obiettivo Comune"        | sindaco                   | [ 6 ] |
| 22 dicembre 2019 | in carica        | Pasquale Crupi Maria Rosa Luzza Eugenia Salvo |                                        | commissario straordinario | [ 7 ] |